# Maria Van Kerkhove
Maria Rose DeJoseph Van Kerkhove, geborene Maria Rosanne DeJoseph (* 20. Februar 1977 in Hartford, New York, Vereinigte Staaten), ist eine US-amerikanische Epidemiologin. Sie verfügt über eine langjährige Erfahrung auf dem Gebiet der Entstehung und Ausbreitung von Infektionskrankheiten und unternahm epidemiologische Untersuchungen in Asien, Nord-, Mittel- und Südamerika, dem Nahen Osten und Afrika.

## Leben und wissenschaftliche Karriere
Van Kerkhove wurde 1977 in Hartford geboren und wuchs dort mit ihrer Zwillingsschwester Alisa auf. Ihre Eltern waren Mary und Peter DeJoseph. Mit einem fundierten Hintergrundwissen über hochgefährliche Krankheitserreger spezialisierte sich Van Kerkhove auf neu auftretende Infektionskrankheiten und arbeitet im Health Emergency Program der Weltgesundheitsorganisation (WHO). Sie ist die Leiterin der Abteilung für neue Infektionskrankheiten und Zoonosen bei der WHO und hat die technische Leitung für den Arbeitsbereich COVID-19 inne.
Im Mai 1999 erwarb Van Kerkhove den akademischen Grad eines Bachelor of Science (B.S.) der Biowissenschaften an der Cornell University und im Juni 2000 den Master of Science (M.S.) in Epidemiologie an der School of Medicine der Stanford University. Von 2006 bis 2008 war sie als Epidemiologin am Institut Pasteur du Cambodge in der kambodschanischen Hauptstadt Phnom Penh tätig. Dort war sie Leiterin der Outbreak Investigation Task Force. Die Feldforschung befasste sich mit Zoonosen, Atemwegsviren und neu bzw. wieder auftretenden Viren wie Ebola und Marburg. Sie sammelte Daten über die hochpathogenen aviären („von Vögeln stammenden“) Influenza-A-Viren H5N1, wobei der Fokus auf dem Risiko der Übertragung vom Geflügel auf den Menschen lag. Mit ihrer Dissertation H5N1/Highly Pathogenic Avian Influenza in Cambodia: Evaluating poultry movement and the extent of interaction between poultry and humans erwarb sie im Jahr 2009 den wissenschaftlichen Doktorgrad Ph.D. im Bereich Epidemiologie von Infektionskrankheiten an der London School of Hygiene & Tropical Medicine.

Hauptsitz der Weltgesundheitsorganisation (WHO) in Genf

Von März 2009 bis Januar 2015 arbeitete Van Kerkhove als Senior Research Fellow am Imperial College London im Medical Research Council Centre for Outbreak Analysis and Modelling. Sie spezialisierte sich auf Ebolafieber, Grippe, Meningitis, MERS-CoV und Gelbfieber und stand seit April 2009 der WHO als technische Beraterin im Global Capacities, Alert and Response Cluster zur Verfügung. Im Jahre 2013 wurde sie Mitglied der MERS-CoV-Task-Force der WHO. Seit 2015 ist Van Kerkhove als Ehrendozentin am Imperial College London tätig. Von 2015 bis 2017 war sie die Leiterin der Outbreak Investigation Task Force am Center for Global Health des Institut Pasteur in Paris.
Seit März 2017 ist sie Wissenschaftlerin und Technische Leiterin der MERS-CoV-Abteilung bei der WHO in Genf. Zu ihren Aufgaben dort gehört, dass sie in den regelmäßigen Pressekonferenzen der WHO bezüglich der COVID-19-Pandemie berät. Van Kerkhove verbrachte zwei Wochen in China, um den Ausbruch der COVID-19-Epidemie zu erforschen und von den Versuchen Chinas zu lernen, das Virus SARS-CoV-2 unter Kontrolle zu bekommen.
Am 20. August 2020 betonte Van Kerkhove auf Grundlage des damaligen wissenschaftlichen Kenntnisstands, dass eine Herdenimmunität gegen das Coronavirus am sichersten und effektivsten durch Impfungen erreicht werden könne und nicht durch eine unkontrollierte Durchseuchung der Bevölkerung. Sie warnte davor, auf eine natürliche Herdenimmunität zu setzen, da dies mit erheblichen gesundheitlichen Risiken und vielen Todesfällen verbunden wäre.
Heute lebt sie mit ihrem Ehemann Neil James Van Kerkhove, den sie am 13. September 2003 in Manhattan heiratete, und ihren zwei Söhnen in Genf.

## Veröffentlichungen (Auswahl)
- FAO-OIE-WHO MERS Technical Working Group: MERS: Progress on the global response, remaining challenges and the way forward. In: Antiviral Research. Band 159, 2018, S. 35–44.
- Ebola Outbreak Epidemiology Team: Outbreak of Ebola virus disease in the Democratic Republic of the Congo, April–May, 2018: an epidemiological study. In: The Lancet. Band 392, Nr. 10143, Juni 2018, S. 1–9.
- International Ebola Response Team: Exposure Patterns Driving Ebola Transmission in West Africa: A Retrospective Observational Study. In: PLoS Medicine. Jg. 13, Nr. 11, November 2016, S. 1–23.
- Maria D. Van Kerkhove et al.: Harmonisation of Zika virus research protocols to address key public health concerns. In: The Lancet. Global Health. Jg. 4, Nr. 12, November 2016.
- WHO Ebola Response Team: After Ebola in West Africa – Unpredictable Risks, Preventable Epidemics. In: New England Journal of Medicine. Band 375, Nr. 6, August 2016, S. 587–596.
- Maria D. Van Kerkhove et al.: Interpreting Results From Environmental Contamination Studies of Middle East Respiratory Syndrome Coronavirus. In: Clinical Infectious Diseases. Band 63, Nr. 8, 15. Oktober 2016, S. 1142.
- Hasan M. Al-Dorzi, M. D. Van Kerkhove et al.: Middle East respiratory syndrome coronavirus. In: European respiratory monograph. Juni 2016.
- Maria D. Van Kerkhove et al.: Risk factors for severe outcomes among members of the United States military hospitalized with pneumonia and influenza, 2000–2012. In: Vaccine. Jg. 33, Nr. 49, Oktober 2015, S. 6970–6975.
- Maria D. Van Kerkhove et al.: A review of epidemiological parameters from Ebola outbreaks to inform early public health decision-making. In: Scientific Data. Jg. 2, Mai 2015, S. 1–10.
- Peter K. Ben Embarek, M. D. Van Kerkhove: Middle East respiratory syndrome coronavirus (MERS-CoV): current situation 3 years after the virus was first identified. In: Weekly epidemiological record. Jg. 90, Nr. 20, Mai 2015, S. 245–250.
- Tini Garske, M. D. Van Kerkhove: Yellow Fever in Africa: Estimating the Burden of Disease and Impact of Mass Vaccination from Outbreak and Serological Data. In: PLoS Medicine. Jg. 11, Nr. 5, Mai 2014, S. 1–17.
- Simon Cauchemez, M. D. Van Kerkhove: School closures during the 2009 influenza pandemic: National and local experiences. In: BMC Infectious Diseases. Jg. 14, Nr. 1, April 2014, S. 1–11.
- Maria D. Van Kerkhove, J. Wood: Conclusions of the fourth CONSISE international meeting. In: Eurosurveillance. Jg. 19, Nr. 1, Januar 2014, S. 1–2.
- Neil M. Ferguson, M. D. Van Kerkhove: Identification of MERS-CoV in dromedary camels. In: The Lancet. Infectious Diseases. Jg. 14, Nr. 2, Dezember 2013.
- Maria D. Van Kerkhove: Brief literature review for the WHO global influenza research agenda – Highly pathogenic avian influenza H5N1 risk in humans. In: Influenza and other Respiratory Viruses. Band 7, s2, September 2013, S. 26–33.
- Aaron D. Storms, M. D. Van Kerkhove et al.: Worldwide transmission and seasonal variation of pandemic influenza A(H1N1)2009 virus activity during the 2009–2010 pandemic. In: Influenza and other Respiratory Viruses. Band 7, Nr. 6, März 2013, S. 1328–1335.
- Maria D. Van Kerkhove et al.: Estimating Age-Specific Cumulative Incidence for the 2009 Influenza Pandemic: A Meta-Analysis of A(H1N1)pdm09 Serological Studies from 19 countries. In: Influenza and other Respiratory Viruses. Band 7, Nr. 5, Januar 2013, S. 872–886.
- Maria D. Van Kerkhove et al.: The consortium for the standardization of influenza seroepidemiology (CONSISE): a global partnership to standardize influenza seroepidemiology and develop influenza investigation protocols to inform public health policy. In: Influenza and other Respiratory Viruses. Band 7, Nr. 3, Dezember 2012.
- Maria D. Van Kerkhove: Poultry Movement and Sustained HPAI Risk in Cambodia. In: David Zilberman et al. (Hrsg.): Health and Animal Agriculture in Developing Countries. Springer, New York 2012, ISBN 978-1-4419-7077-0, S. 233–263.
- Maria D. Van Kerkhove, Neil M. Ferguson: Epidemic and intervention modelling – a scientific rationale for policy decisions? Lessons from the 2009 influenza pandemic. In: Bulletin of the World Health Organisation. Band 90, Nr. 4, April 2012, S. 306–310.
- Maria D. Van Kerkhove et al.: Risk Factors for Severe Outcomes following 2009 Influenza A (H1N1) Infection: A Global Pooled Analysis. In: PLoS Medicine. Jg. 8, Nr. 7, Juli 2011.
- Maria D. Van Kerkhove et al.: Epidemiologic and virologic assessment of the 2009 influenza A (H1N1) pandemic on selected temperate countries in the Southern Hemisphere: Argentina, Australia, Chile, New Zealand and South Africa. In: Influenza and other Respiratory Viruses. Band 5, Nr. 6, April 2011, S. 487–498.
- Maria D. Van Kerkhove et al.: 2009 Versus 2010 comparison of influenza activity in southern hemisphere temperate countries. In: Influenza and other Respiratory Viruses. Band 5, Nr. 6, März 2011, S. 375–379.
- Maria D. Van Kerkhove et al.: Highly Pathogenic Avian Influenza (H5N1): Pathways of Exposure at the Animal‐Human Interface, a Systematic Review. In: PLoS ONE. Jg. 6, Nr. 1, Januar 2011.
- Maria D. Van Kerkhove: H5N1/Highly Pathogenic Avian Influenza in Cambodia: Evaluating poultry movement and the extent of interaction between poultry and humans. London 2009, doi:10.17037/PUBS.00682389.